# Atraktylosid A

Molekylformel för atraktylosid A.

Atraktylosid A är en naturligt förekommande kemisk förening med molekylformeln C21H36O10. Föreningen förekommer i flera olika arter av familjen korgblommiga växter, bland annat Atractylodes lancea och Atractylodes japonica. Atraktylosid A är en giftig glykosid, vilket gör att växter som innehåller atraktylosid A även är giftiga.

## Användning inom medicin
Forskning har visat att atraktylosid kan ha en antiviral effekt på influensa B, både i in vitro och in vivo testning på möss.
Inom traditionell kinesisk medicin har Atractylodes lancea använts som läkemedel mot diverse magbesvär och smittosamma sjukdomar. Det finns inte entydiga bevis på att Atractylodes lancea skulle ha en effekt på dessa, men forskning har visat att det finns orsak att göra mer grundläggande analys på Atractylodes lancea och atraktylosid A.